# Esquí de fons als Jocs Olímpics d'hivern de 1932 - 50 quilòmetres
Als Jocs Olímpics d'Hivern de 1932 celebrats a la ciutat de Lake Placid (Estats Units d'Amèrica) es disputà una prova de 50 quilòmetres d'esquí de fons, que juntament amb la prova de 18 quilòmetres formà part del programa oficial d'esquí de fons als Jocs Olímpics d'hivern de 1932. La competició se celebrà el dia 13 de febrer de 1932 a les instal·lacions esportives de Lake Placid.

## Comitès participants
Hi participaren un total de 32 esquiadors de fons de 9 comitès nacionals diferents.
| - Canadà (3) - Estats Units (4) - Finlàndia (4) |  | - Itàlia (3) - Japó (4) - Noruega (4) |  | - Polònia (2) - Suècia (4) - Txecoslovàquia (4) |

## Resum de medalles
| Or            | Argent          | Bronze           |
| Veli Saarinen | Väinö Liikkanen | Arne Rustadstuen |

## Resultats
| Lloc | Esquiador           | Temps   |
| ---- | ------------------- | ------- |
| 1    | Veli Saarinen       | 4'28:00 |
| 2    | Väinö Liikkanen     | 4'28:20 |
| 3    | Arne Rustadstuen    | 4'31:53 |
| 4    | Ole Hegge           | 4'32:04 |
| 5    | Sigurd Vestad       | 4'32:40 |
| 6    | Sven Utterström     | 4'33:25 |
| 7    | Tauno Lappalainen   | 4'45:02 |
| 8    | John Lindgren       | 4'47:42 |
| 9    | Gustaf Jonsson      | 4'49:52 |
| 10   | Antonín Bartoň      | 4'52:24 |
| 11   | Vladimír Novák      | 4'52:44 |
| 12   | Erminio Sertorelli  | 4'59:00 |
| 13   | Jaroslav Feistauer  | 5'00:19 |
| 14   | Jan Cífka           | 5'01:50 |
| 15   | Richard E. Parsons  | 5'13:59 |
| 16   | Kaare Engstad       | 5'19:19 |
| 17   | Iwao Ageishi        | 5'19:31 |
| 18   | Saburo Iwasaki      | 5'21:40 |
| 19   | Nils Backstrom      | 5'25:40 |
| 20   | Robert Reid         | 5'26:06 |
| –    | Norton Billings     | NF      |
| –    | Giovanni Delago     | NF      |
| –    | Francesco De Zulian | NF      |
| –    | David Douglas       | NF      |
| –    | Heigoro Kuriyagawa  | NF      |
| –    | Martti Lappalainen  | NF      |
| –    | Sivert Mattsson     | NF      |
| –    | Zdzisław Motyka     | NF      |
| –    | Walter Ryan         | NF      |
| –    | Stanisław Skupień   | NF      |
| –    | Ole Stenen          | NF      |
| –    | Kinzo Tanguchi      | NF      |